# 臺南市區道列表
臺南市區道列表列出臺南市管轄境內的所有區道。截至2024年8月，臺南市區道由1號編至352號，含支線實際有253條。全市轄區內最長區道為南化區南化水庫東側的南179線（關山產業道路，27.563 km），其他區道相關統計數據及特點待整個列表完成再詳細地整理及描述。
| 目錄 |
| --- |
| 1. 南1線－南20線 2. 南21線－南40線 3. 南41線－南60線 4. 南61線－南80線 5. 南81線－南100線 6. 南101線－南120線 7. 南121線－南140線 8. 南141線－南160線 9. 南161線－南180線 10. 南181線－南196線 11. 南311線－南352線 |

| 編號      | 路線名稱         | 起點行政區                                   | 實際起點                         | 起點連接道路            | 終點行政區                     | 實際終點                           | 終點連接道路             | 里程   | 備註                                  |
| --------- | ---------------- | -------------------------------------------- | -------------------------------- | ----------------------- | ------------------------------ | ---------------------------------- | ------------------------ | ------ | ------------------------------------- |
| 南1線     | 北馬－巷口       | 北門區雙春、錦湖里                             | 八掌溪嘉南大橋南側               | 台17線                  | 將軍區巷埔里                   | 巷口南側                           | 南18線                   | 12.079 |                                       |
| 南1-1線   | 新頭港－中洲     | 學甲區光華里                                 | 新頭港                           | 南1線                   | 學甲區中洲里                   | 中洲路中洲零售市場前               | 市道174號                | 3.146  |                                       |
| 南2線     | 雙春－田寮       | 北門區雙春里                                 | 雙春濱海遊憩區                   | 無                      | 鹽水區三和、竹林里             | 田寮西南側                         | 台19線                   | 13.385 |                                       |
| 南3線     | 羊稠厝－鹽水     | 鹽水區文昌里                                 | 羊稠厝（保壇宮東側）             | 南6線                   | 鹽水區三明、橋南里             | 鹽水南側市郊區                     | 台19線                   | 6.037  | [ 1 ] [ AD 1 ]                        |
| 南5線     | 牛稠子－歡雅     | 鹽水區義中里                                 | 仁愛路、金和路路口               | 台19線 · 市道172號      | 鹽水區歡雅里                   | 歡雅                               | 南6線                    | 5.021  |                                       |
| 南5-1線   | 義稠－後寮       | 鹽水區義中里                                 | 樹仔腳東側                       | 南5線                   | 鹽水區文昌里                   | 文昌國小前                         | 南3線                    | 1.368  | [ 1 ] [ AD 2 ]                        |
| 南6線     | 筏仔頭－歡雅     | 學甲區光華、三慶里                           | 筏子頭橋北側                     | 南1線                   | 鹽水區歡雅里                   | 歡雅國小旁                         | 台19線                   | 8.118  |                                       |
| 南7線     | 新芳－德安寮     | 學甲區三慶里                                 | 新芳                             | 南6線                   | 學甲區宅港、秀昌、新達里       | 中正路德安橋旁                     | 台19線                   | 4.110  |                                       |
| 南8線     | 北門－勢角仔     | 北門區保吉里                                 | 北門交流道                       | 台84線 · 台17線         | 麻豆區北勢里                   | 勢角仔                             | 南57線                   | 12.950 | [ 3 ] [ AD 3 ]                        |
| 南9線     | 保吉－二重港     | 北門區保吉里                                 | 蚵寮派出所前                     | 台17線                  | 北門區文山里                   | 二重港                             | 市道174號                | 5.150  |                                       |
| 南10線    | 井仔腳－西山     | 北門區北門里                                 | 蚵仔寮興安宮旁                   | 蚵仔寮庄內道路          | 北門區玉港里                   | 北門國中北側                       | 台17線                   | 2.004  |                                       |
| 南12線    | 北門－玉港       | 北門區永隆、北門里                           | 北門區農會旁                     | 南15線                  | 北門區玉港里                   | 灰磘港玉湖國小前                   | 南9線                    | 1.915  |                                       |
| 南13線    | 頂洲－宅港       | 學甲區三慶里                                 | 頂洲國小附近                     | 南2線                   | 鹽水區三和里                   | 津港橋旁                           | 台19線                   | 2.989  |                                       |
| 南14線    | 頂洲－新芳       | 學甲區三慶里                                 | 頂洲西南側                       | 南13線                  | 學甲區三慶里                   | 新芳                               | 南13線                   | 1.899  |                                       |
| 南15線    | 北門－三寮灣     | 北門區永隆、北門里                           | 北門交流道南側                   | 台17線                  | 北門區慈安、三光里             | 三慈國小旁                         | 市道174號                | 4.737  | [ 1 ] [ AD 4 ]                        |
| 南18線    | 將軍－苓子寮     | 將軍區將軍里                                 | 將軍國小旁                       | 台17線 · 南312線        | 將軍區苓子寮里                 | 苓仔寮保濟宮前                     | 南19線 · 南22線          | 3.160  | [ 1 ] [ AD 5 ]                        |
| 南19線    | 學甲－佳里       | 學甲區明宜里                                 | 中山路、信義路路口               | 市道174號               | 佳里區安西里                   | 忠孝路、佳西路、佳北路路口         | 佳里區市區道路           | 8.378  | [ 1 ] [ AD 6 ]                        |
| 南20線    | 馬沙溝－漚汪     | 將軍區長沙里                                 | 馬沙溝李聖宮牌樓前               | 南25線                  | 將軍區忠嘉里                   | 昌平將軍國中旁                     | 南21線                   | 6.895  | [ 1 ] [ AD 7 ]                        |
| 南21線    | 溪墘寮－漚汪     | 將軍區將軍里                                 | 溪墘寮                           | 台17線                  | 將軍區忠嘉、西甲、長榮里       | 漚汪文衡殿前忠興路                 | 南19線                   | 3.980  | [ CR 1 ]                              |
| 南22線    | 溪墘寮－苓和     | 將軍區將軍里                                 | 溪墘寮南側                       | 台17線                  | 將軍區苓仔寮、忠嘉里           | 崁頭寮西南側忠興路                 | 南19線                   | 5.109  | [ AD 8 ] [ CR 1 ]                     |
| 南23線    | 大灣－蘇厝寮     | 學甲區大灣里                                 | 大灣華宗路                       | 台19線                  | 佳里區佳興里                   | 佳興里蘇厝寮                       | 南24線                   | 2.352  |                                       |
| 南24線    | 頂潭－埤頭       | 七股區大潭里                                 | 後港                             | 南26線                  | 麻豆區海埔、麻口、埤頭里       | 大潭寮路路口                       | 市道171號                | 10.516 | [ AD 9 ]                              |
| 南25線    | 馬沙溝－中寮     | 將軍區長沙里                                 | 馬沙溝李聖宮牌樓旁               | 無                      | 七股區塩埕、中寮里             | 中鹽派出所旁                       | 市道176號                | 10.599 | [ 1 ] [ AD 10 ]                       |
| 南25-1線  | 頂山－中寮       | 將軍區鯤鯓、鯤溟里                           | 南側鹽田區                       | 南26線                  | 七股區頂山里                   | 中寮橋旁                           | 南25線                   | 2.843  | [ 1 ] [ AD 11 ]                       |
| 南25-2線  | 西寮－新山子寮   | 七股區西寮里                                 | 西寮橋                           | 南25-1線                | 七股區塩埕里                   | 七股鹽山旁                         | 市道176號                | 1.785  |                                       |
| 南25-3線  | 中寮－篤加南     | 七股區塩埕、中寮里                           | 中鹽派出所旁                     | 南25線                  | 七股區篤加、大埕里             | 篤加南側濱海公路路口               | 台17線                   | 2.922  | [ 1 ] [ AD 12 ]                       |
| 南26線    | 青鯤鯓－佳里     | 七股區西寮里                                 | 正德廟前                         | 南25線                  | 佳里區安西里                   | 潭墘忠孝路                         | 南19線                   | 10.372 | [ 1 ] [ AD 13 ]                       |
| 南26-1線  | 城子內－港西     | 七股區後港里                                 | 城子內東側                       | 南26線 · 南26-2線       | 七股區後港里                   | 港東天后宮旁前                     | 南28線                   | 0.930  | [ 1 ] [ AD 14 ]                       |
| 南26-2線  | 水師寮－城子內   | 七股區後港里                                 | 埔尾西側                         | 台17線                  | 七股區後港里                   | 城子內東側                         | 南26線 · 南26-1線        | 1.275  | [ 1 ] [ AD 15 ]                       |
| 南27線    | 長榮－大路尾     | 將軍區長榮里                                 | 西南側忠興路                     | 南19線                  | 佳里區安西、文新里             | 大路尾文化路                       | 南32線                   | 4.012  |                                       |
| 南28線    | 謝子寮－許竹圍   | 七股區大潭里                                 | 後港國中前                       | 南26線                  | 佳里區六安里                   | 許竹圍延平路                       | 台19線                   | 5.237  |                                       |
| 南29線    | 下營－外渡頭     | 佳里區下營里                                 | 延平派出所旁                     | 南26線                  | 佳里區塭內里                   | 龍安橋旁                           | 南37線                   | 5.332  |                                       |
| 南29-1線  | 篤加－大寮       | 七股區篤加里                                 | 篤加聖帝廟旁                     | 台17線                  | 七股區大埕里                   | 大寮                               | 南29線                   | 2.300  |                                       |
| 南30線    | 頂山－後港       | 七股區頂山里                                 | 頂山北側                         | 南25-1線                | 七股區大潭、後港里             | 後港國小旁                         | 南26線                   | 2.611  |                                       |
| 南31線    | 下山－海埔地     | 七股區龍山里                                 | 下山仔寮龍山宮旁                 | 市道176號               | 七股區十份里                   | 黑面琵鷺生態展示館附近             | 無                       | 10.718 | [ 1 ] [ AD 16 ] [ CR 2 ]              |
| 南31-1線  | 海寮－溪南       | 七股區龍山、溪南里                           | 海寮東橋                         | 南31線                  | 七股區溪南、七股里             | 七股溪橋旁                         | 台17線                   | 3.476  | [ 1 ] [ AD 17 ]                       |
| 南32線    | 篤加－佳里       | 七股區篤加里                                 | 篤加文衡殿前                     | 篤加庄內道路            | 佳里區安西、文新里             | 佳西路、文化路路口                 | 佳里區市區道路           | 4.183  | [ 1 ] [ AD 18 ]                       |
| 南33線    | 看坪－竹港       | 七股區樹林里                                 | 頂看坪北側                       | 南34線                  | 七股區竹橋里                   | 竹港德安宮附近                     | 南36-1線                 | 4.727  |                                       |
| 南34線    | 三合寮－西港     | 七股區玉成里                                 | 濱海公路路口                     | 台17線                  | 西港區慶安、西港里             | 中山路385巷路口                    | 台19線                   | 8.029  |                                       |
| 南35線    | 港乾－蚶寮       | 佳里區塭內里                                 | 港墘                             | 南29線                  | 佳里區塭內里                   | 蚶寮                               | 南36線                   | 1.431  | [ CR 3 ]                              |
| 南36線    | 十一份－麻豆寮   | 七股區溪南、七股里                           | 看坪里十一份西側                 | 台17線                  | 西港區劉厝、竹林里             | 麻豆寮東側                         | 南41線                   | 6.397  | [ AD 19 ]                             |
| 南36-1線  | 麻豆寮－竹港     | 七股區竹橋里                                 | 麻豆寮                           | 南36線                  | 七股區竹橋里                   | 竹仔港南側                         | 市道173號                | 1.168  |                                       |
| 南37線    | 佳里－竹橋       | 佳里區南勢里                                 | 佳南路、成功路路口               | 佳里區市區道路          | 七股區竹橋里                   | 曾文溪七股堤防邊                   | 曾文溪堤防邊道路         | 6.125  | [ 1 ] [ AD 20 ]                       |
| 南37-1線  | 樹林－北槺榔     | 七股區樹林里                                 | 樹仔腳                           | 南37線                  | 七股區義合里                   | 槺榔橋旁                           | 市道173號                | 2.993  | [ 1 ] [ AD 21 ]                       |
| 南38線    | 海埔地－竹橋     | 七股區三股、十份里                           | 一號橋旁                         | 南31線                  | 七股區竹橋里                   | 竹橋國小旁                         | 市道173號                | 9.319  | [ 1 ] [ AD 22 ]                       |
| 南39線    | 三股－十份       | 七股區三股里                                 | 三股國小旁                       | 南38線                  | 七股區十份里                   | 五塊寮南側                         | 市道173號                | 2.427  |                                       |
| 南39-1線  | 三股－永吉       | 七股區三股里                                 | 三股                             | 南39線                  | 七股區永吉里                   | 漁會永吉分部旁                     | 市道173號                | 1.535  |                                       |
| 南39-2線  | 五塊寮仔－九塊厝 | 七股區十份里                                 | 五塊寮                           | 南39線                  | 七股區十份里                   | 九塊厝                             | 市道173號                | 2.458  | [ CR 4 ]                              |
| 南40線    | 永樂－清水       | 西港區永樂里                                 | 曾文溪西港堤防邊                 | 南41線                  | 麻豆區清水里                   | 麻善大橋北側橋下                   | 麻豆區水防道路           | 11.771 | [ 5 ] [ AD 23 ]                       |
| 南41線    | 佳里－永樂       | 佳里區南勢、鎮山里                           | 佳南路、勝利路路口               | 佳里區市區道路          | 西港區永樂里                   | 曾文溪西港堤防邊                   | 南40線                   | 5.132  | [ 1 ] [ AD 24 ]                       |
| 南42線    | 北槺榔－南海埔   | 七股區竹橋里                                 | 竹仔港南側                       | 市道173號               | 西港區南海里                   | 南海埔慶安路                       | 市道173號                | 3.636  | [ AD 25 ]                             |
| 南43線    | 中洲－新港       | 西港區慶安、劉厝里                           | 介園營區旁                       | 南46線                  | 西港區永樂里                   | 曾文溪西港堤防邊                   | 南40線                   | 4.086  | [ 1 ] [ AD 26 ] [ CR 5 ]              |
| 南43-1線  | 中州－大竹林     | 西港區慶安里                                 | 中州（檳榔林）                   | 南46線                  | 西港區竹林里                   | 大竹林                             | 南43線                   | 1.872  | [ 1 ] [ AD 27 ] [ CR 5 ]              |
| 南44線    | 檳榔林－檨仔林   | 西港區慶安、營西里                           | 佳南橋東南側                     | 台19線                  | 西港區檨林里                   | 曾文溪西港堤防邊                   | 南40線                   | 4.632  | [ 1 ] [ AD 28 ]                       |
| 南44-1線  | 鎮山－後營       | 佳里區鎮山里                                 | 三五甲仁愛路                     | 台19線                  | 西港區營西里                   | 後營國小西側                       | 南44線                   | 4.351  | [ 1 ] [ AD 29 ]                       |
| 南45線    | 太西－西港       | 西港區檨林里                                 | 太西西側                         | 市道173號               | 西港區西港、慶安里             | 中山路、忠孝街路口                 | 台19線                   | 5.857  | [ 1 ] [ AD 30 ]                       |
| 南45-1線  | 港東－八份       | 西港區西港里                                 | 姑媽宮牌樓前                     | 市道173號               | 西港區港東里                   | 八份                               | 南45線                   | 1.294  | [ 1 ] [ AD 31 ]                       |
| 南46線    | 蚶西港－中洲     | 佳里區塭內里、西港區劉厝里                   | 蚶西港北側（區界）               | 南41線                  | 西港區慶安、營西里             | 育昇加油站前                       | 台19線                   | 1.626  | [ CR 5 ]                              |
| 南47線    | 佳里興－後營     | 佳里區佳化里                                 | 南都製藥前                       | 南24線                  | 西港區後營里                   | 後營                               | 市道173號                | 6.435  |                                       |
| 南48線    | 番仔寮－溝仔墘   | 麻豆區麻口、安正里                           | 廍地海安道路                     | 南49線                  | 麻豆區清水、南勢里             | 總爺郵局前興中路                   | 市道171號                | 5.471  |                                       |
| 南49線    | 客寮－謝厝寮     | 麻豆區北勢、港尾里                           | 九股寮西側                       | 南50線                  | 麻豆區謝厝寮里                 | 謝厝寮                             | 市道173號                | 8.456  | [ 1 ] [ AD 32 ]                       |
| 南49-1線  | 海埔－埤仔尾     | 麻豆區港尾、海埔里                           | 港尾國小附近                     | 市道171號               | 麻豆區海埔里                   | 埤仔尾東側                         | 南49線                   | 1.423  | [ 1 ] [ AD 33 ]                       |
| 南49-2線  | 方厝寮－安業     | 麻豆區安正里                                 | 方厝寮橋旁                       | 南49線                  | 麻豆區井東里                   | 安業北極殿旁                       | 市道173號                | 1.746  |                                       |
| 南50線    | 海尾－九股寮     | 麻豆區港尾里                                 | 文瑞橋旁                         | 市道171號               | 麻豆區北勢里                   | 九股寮東側（區界）                 | 南57線                   | 5.258  | [ 1 ] [ AD 34 ]                       |
| 南51線    | 佳里興－下宅子   | 佳里區佳化里                                 | 佳興國小前                       | 南24線                  | 西港區營西里                   | 金砂里下宅子南側                   | 南44線                   | 5.677  |                                       |
| 南52線    | 大灣－美豐       | 學甲區大灣里                                 | 大灣北側華宗路                   | 台19線                  | 學甲區豐和里                   | 下草坔                             | 市道171號                | 1.785  |                                       |
| 南52-1線  | 東寮－大灣       | 學甲區新榮里                                 | 中華路、忠孝街路口               | 學甲區市區道路          | 學甲區大灣里                   | 大灣東北側                         | 南52線                   | 0.986  | [ 1 ] [ AD 35 ]                       |
| 南53線    | 德安寮－美和     | 學甲區宅港、新達里                           | 港南橋旁                         | 台19線                  | 學甲區豐和里                   | 頂草坔慈興宮前                     | 南52線                   | 2.776  |                                       |
| 南54線    | 西庄－茅港尾     | 下營區西連里                                 | 西寮西南側                       | 南59線                  | 下營區開化、茅營里             | 三山國王廟前                       | 南63線                   | 3.295  | [ CR 6 ]                              |
| 南55線    | 北勢寮－麻豆     | 麻豆區北勢里                                 | 西邊寮                           | 西邊寮庄內道路          | 麻豆區北勢、大埕里             | 新生北路、過港路路口               | 市道176號                | 3.326  | [ 1 ] [ AD 36 ] [ 6 ]                 |
| 南56線    | 大屯寮－下營     | 下營區大吉里                                 | 大屯寮南側                       | 南57線                  | 下營區仁里里                   | 公園路、九分街路口                 | 下營區市區道路           | 2.905  | [ 1 ] [ AD 37 ]                       |
| 南56-1線  | 大埤寮－萬姓公   | 下營區大吉里                                 | 大埤寮北側公園路                 | 市道174號               | 下營區大吉里                   | 萬姓公                             | 南56線                   | 0.704  | [ 1 ] [ AD 38 ]                       |
| 南56-2線  | 萬姓公－新庄子   | 下營區大吉里                                 | 萬姓公                           | 南56線                  | 下營區大吉、北勢、西連里       | 大溪橋南端                         | 北勢、西連里農路         | 1.635  | [ 1 ] [ AD 39 ]                       |
| 南57線    | 大屯寮－麻豆     | 下營區大吉里                                 | 大屯寮西側                       | 市道174號               | 麻豆區油車、北勢里             | 新生北路、大同街路口               | 市道176號                | 5.100  | [ 1 ] [ AD 40 ]                       |
| 南58線    | 中營－南部       | 下營區茅營、開化里                           | 中營西側                         | 台19甲線                | 官田區南廍里                   | 南廍西側                           | 南318線                  | 3.964  | [ CR 7 ]                              |
| 南59線    | 下營－麻豆       | 下營區下營、仁里里                           | 公園路、仁里街路口               | 下營區市區道路          | 麻豆區南勢、大埕里             | 新生北路、文昌路路口               | 台19甲線 · 市道176號     | 5.234  |                                       |
| 南60線    | 下營－林鳳營     | 下營區仁里、營前里                           | 中山路二段、健康路路口           | 下營區市區道路          | 六甲區中社里                   | 林鳳營火車站前                     | 南68線                   | 7.075  |                                       |
| 南60-1線  | 北埔－農會倉庫   | 六甲區菁埔里                                 | 菁埔                             | 南60線                  | 六甲區菁埔、中社里             | 六甲區農會倉庫北側                 | 台1線                    | 1.493  | [ CR 8 ]                              |
| 南61線    | 中營－總爺       | 下營區茅營、開化里                           | 中營國小北側路口                 | 南58線                  | 麻豆區南勢、清水里             | 總爺國小東側                       | 市道171號                | 3.271  |                                       |
| 南62線    | 葫蘆埤－東庄     | 官田區隆本、東西庄里                         | 葫蘆埤西側中山路二段             | 市道176號               | 官田區隆田、隆本里             | 中山路一二段、隆西街路口           | 市道176號                | 2.893  |                                       |
| 南63線    | 賀建－寮仔部     | 下營區賀建里                                 | 洲子北極殿旁                     | 市道174號               | 麻豆區寮廍里                   | 成功路第五號橋北側                 | 市道171號                | 6.829  | [ CR 9 ]                              |
| 南64線    | 瓦窯－官田       | 官田區東西庄里                               | 瓦磘西南側                       | 市道171號               | 官田區官田里                   | 官田西側縱貫公路路口               | 台1線                    | 2.808  | [ CR 10 ]                             |
| 南65線    | 隆田－拔仔林     | 官田區隆本、隆田里                           | 勝利路、文化街路口               | 市道176號               | 官田區渡拔里                   | 拔林火車站西側                     | 市道171號                | 2.798  | [ 7 ]                                 |
| 南66線    | 紅毛厝－十六甲   | 下營區紅甲里                                 | 紅毛厝                           | 南68線                  | 下營區新興、賀建里             | 下營消防隊西側中山路一段           | 市道174號                | 1.390  |                                       |
| 南67線    | 歡雅－下營       | 鹽水區歡雅里                                 | 歡雅                             | 台19線                  | 下營區宅內、後街里             | 大和街、中正北路路口               | 市道174號                | 6.313  | [ 1 ] [ AD 41 ]                       |
| 南68線    | 下營－林鳳營     | 下營區後街、新興、紅甲里                     | 紅毛厝南側                       | 市道174號               | 六甲區中社里                   | 中社西側林鳳營陸橋旁               | 林鳳營陸橋西端引道       | 7.244  | [ 1 ] [ AD 42 ]                       |
| 南69線    | 仁和－賀建       | 柳營區人和里                                 | 人和太歲宮前                     | 急水溪橋南端引道        | 下營區賀建里                   | 火燒珠南側                         | 南68線                   | 6.069  | [ CR 11 ]                             |
| 南69-1線  | 火燒店－柳營     | 柳營區士林、八翁里                           | 和平路、仁愛路路口               | 南69線                  | 柳營區士林、八翁里             | 中山路西路三段、仁愛路路口         | 南316線                  | 0.970  | [ 1 ] [ AD 43 ]                       |
| 南70線    | 宅港－八老爺     | 學甲區宅港里                                 | 宅仔港西營廟前                   | 宅仔港庄內道路          | 柳營區八翁里                   | 萬世爺廟南側                       | 南69線                   | 9.801  |                                       |
| 南71線    | 茄苳腳－新營紙場 | 新營區嘉芳里                                 | 茄苳腳復興路、嘉芳街路口         | 市道172號               | 新營區南紙里                   | 太子路、嘉芳街路口                 | 南72線                   | 1.279  | [ CR 12 ]                             |
| 南72線    | 田寮－新營       | 鹽水區歡雅、竹林里                           | 田寮東北側                       | 台19線                  | 新營區南紙里                   | 長榮路、太子路路口                 | 南311線                  | 7.877  | [ 1 ] [ AD 44 ]                       |
| 南73線    | 舊營－莿桐寮     | 鹽水區三明里                                 | 舊營                             | 台19線                  | 新營區五興、姑爺里             | 姑爺南側                           | 南70線                   | 4.479  | [ AD 45 ]                             |
| 南73-1線  | 歡雅－莿桐寮     | 鹽水區三明、歡雅里                           | 歡雅國小旁                       | 台19線                  | 鹽水區三明里                   | 莿桐寮                             | 南73線                   | 1.668  |                                       |
| 南73-2線  | 莿桐寮－五間厝   | 新營區姑爺里                                 | 莿桐腳                           | 南73線                  | 新營區五興里                   | 五間厝                             | 台19甲線                 | 1.648  | [ CR 13 ]                             |
| 南74線    | 鹽水－安溪寮     | 鹽水區橋南里                                 | 南門路、忠孝路路口               | 市道172號               | 後壁區福安、頂安里             | 縱貫公路路口                       | 台1線 · 市道172號        | 9.508  |                                       |
| 南75線    | 太子宮－八翁     | 新營區太北、太南里                           | 太子宮                           | 南72線                  | 柳營區八翁里                   | 八老爺橋旁                         | 南69線                   | 3.798  |                                       |
| 南76線    | 埤寮－安溪寮     | 新營區埤寮里                                 | 中正路430巷路口                  | 南85線                  | 後壁區福安、頂安里             | 安溪寮安溪市場旁                   | 市道172號                | 4.832  |                                       |
| 南77線    | 汫水港－鹽水     | 義竹鄉五厝村、鹽水區汫水里                   | 嘉義縣、臺南市界（汫水港大橋上） | 汫水港大橋              | 鹽水區水秀里                   | 朝琴路、蔦松路路口                 | 南74線                   | 2.780  | [ AD 46 ]                             |
| 南78線    | 竹新－下茄寮     | 後壁區竹新里                                 | 竹圍後昭安宮前                   | 南80線                  | 後壁區頂安里                   | 縱貫公路路口                       | 台1線                    | 6.603  | [ CR 14 ]                             |
| 南78-1線  | 新厝－後鎮       | 後壁區竹新里                                 | 新厝北側                         | 南78線                  | 新營區護鎮、埤寮里             | 後鎮派出所旁                       | 南74線                   | 1.407  |                                       |
| 南79線    | 岸內－鹽水       | 鹽水區岸內里                                 | 岸內武廟路尾                     | 岸內庄內道路            | 鹽水區月港、津城里             | 中正路、朝琴、三福路路口           | 南74線                   | 1.922  | [ 1 ] [ AD 47 ]                       |
| 南80線    | 上帝廟－下茄苳   | 鹽水區水秀、汫水里                           | 萬善公廟西側                     | 南74線                  | 後壁區嘉苳里                   | 下茄苳                             | 南81線                   | 11.086 | [ 8 ]                                 |
| 南81線    | 後壁－南湖口     | 後壁區後壁里                                 | 後壁國小南側路口                 | 市道172甲線             | 六甲區甲東里                   | 曾文街151巷、曾文街路口            | 市道174號                | 17.149 | [ 1 ] [ AD 48 ]                       |
| 南82線    | 溪畔－後壁       | 後壁區新嘉、長短樹里                         | 頂新橋北側                       | 南80線                  | 後壁區侯伯里                   | 後壁旁縱貫公路路口                 | 台1線                    | 8.243  |                                       |
| 南83線    | 頂長－新厝       | 後壁區長短樹里                               | 長短樹西南側                     | 南80線                  | 後壁區長短樹里                 | 新東國小前                         | 南78線                   | 2.133  |                                       |
| 南84線    | 菁寮－嘉民       | 後壁區菁寮里                                 | 菁寮國小西側                     | 菁寮庄內道路            | 後壁區上茄苳里                 | 茄苳橋旁縱貫公路路口               | 台1線                    | 3.599  |                                       |
| 南85線    | 後廍－新營       | 鹿草鄉三角村、後壁區菁豐里                   | 嘉義縣、臺南市界（八掌二橋上）   | 嘉31線                  | 新營區埤寮、忠政、王公里       | 長榮路一二段、中正路路口           | 市道172號                | 8.678  | [ 1 ] [ AD 49 ]                       |
| 南85-1線  | 頂長－魚寮       | 後壁區長短樹里                               | 長安派出所前                     | 南85線                  | 後壁區長短樹里                 | 魚寮橋東側                         | 平安里農路               | 1.174  | [ 1 ] [ AD 50 ]                       |
| 南86線    | 詔安厝－內角     | 白河區詔豐里                                 | 詔安厝北側                       | 南89線                  | 白河區內角里                   | 白河內角郵局前                     | 市道165號                | 3.280  | [ 1 ] [ AD 51 ] [ 9 ]                 |
| 南86-1線  | 紅毛寮－關帝廳   | 水上鄉忠和、義興村、白河區馬稠後里           | 嘉義縣、臺南市界（仁人橋上）     | 嘉175線                 | 白河區馬稠後里                 | 關帝廳                             | 南86線                   | 1.097  | [ 1 ] [ AD 52 ] [ AD 53 ]             |
| 南86-2線  | 關帝廳－草店     | 白河區馬稠後里                               | 關帝廳東南側、馬稠後蓮花池東側   | 南86線                  | 白河區馬稠後里                 | 大厝                               | 市道165號                | 0.694  | [ 1 ] [ AD 54 ] [ AD 53 ]             |
| 南87線    | 嘉田－候伯村     | 後壁區嘉田、上茄苳里                         | 上茄苳                           | 南91線                  | 後壁區侯伯里                   | 大路墘                             | 南90線                   | 1.640  | [ CR 15 ]                             |
| 南88線    | 嘉田－海豐厝     | 後壁區上茄苳里                               | 顯濟宮前                         | 南91線                  | 白河區詔豐里                   | 海豐厝蓮業文化資訊館前             | 南89線                   | 4.704  | [ 1 ] [ AD 55 ] [ AD 56 ]             |
| 南89線    | 三角潭－白河     | 水上鄉義興村、白河區廣蓮里                   | 嘉義縣、臺南市界（潭上橋上）     | 嘉137線                 | 白河區永安里                   | 裕農路、大德路路口                 | 市道165號                | 6.596  | [ 1 ] [ AD 57 ] [ AD 56 ]             |
| 南89-1線  | 三角潭－枋子林   | 白河區廣蓮里                                 | 三角潭西南側                     | 南89線                  | 白河區廣蓮里                   | 枋子林                             | 南88線                   | 1.780  | [ 1 ] [ AD 58 ] [ AD 56 ]             |
| 南90線    | 後壁－三層崎     | 後壁區後壁里                                 | 後壁郵局前                       | 市道172甲線             | 白河區崎內里、中埔鄉三層村     | 臺南市、嘉義縣界（禮成橋旁）       | 嘉182線                  | 13.987 | [ 1 ] [ AD 59 ] [ AD 60 ]             |
| 南91線    | 嘉田－白河       | 後壁區上茄苳里                               | 北側縱貫公路路口                 | 台1線                   | 白河區永安、大竹里             | 大德街路口                         | 南89線                   | 5.482  | [ AD 61 ]                             |
| 南92線    | 竹圍子－溪洲     | 白河區秀祐里                                 | 竹圍子南側                       | 市道172甲線             | 白河區汴頭里                   | 溪洲                               | 溪洲庄內道路             | 6.738  | [ 1 ] [ AD 62 ]                       |
| 南92-1線  | 三間厝－竹內     | 白河區昇安里                                 | 三間厝                           | 南92線                  | 白河區竹門里                   | 竹門國小前                         | 南90線                   | 1.670  | [ CR 16 ]                             |
| 南93線    | 竹內－木屐寮     | 白河區竹門里                                 | 竹仔門                           | 南90線                  | 白河區虎山里                   | 木屐寮東南側土口橋旁               | 市道172號                | 3.390  | [ CR 16 ]                             |
| 南94線    | 白河－林仔內     | 白河區永安、白河里                           | 中山路、新興路路口               | 白河區市區道路          | 白河區汴頭里                   | 林仔內教會前                       | 汴頭里農路               | 5.397  |                                       |
| 南94-1線  | 五汴頭－芎蕉宅   | 白河區汴頭里                                 | 五汴頭東側                       | 南94線                  | 白河區崎內里                   | 崎內南側                           | 南90線                   | 2.215  | [ 1 ] [ AD 63 ]                       |
| 南95線    | 橋南－柳營       | 柳營區人和里                                 | 橋南                             | 南108線                 | 柳營區士林、中埕里             | 新榮高中旁                         | 台1線 · 南311線          | 2.686  | [ 1 ] [ AD 64 ]                       |
| 南96線    | 河東－岩前       | 白河區河東里                                 | 河東派出所旁                     | 南97線                  | 白河區仙草里                   | 關仔嶺大仙寺旁                     | 市道172乙線              | 5.916  | [ 1 ] [ AD 65 ]                       |
| 南97線    | 河東－南寮       | 白河區河東里                                 | 河東                             | 河東庄內道路            | 白河區關嶺里                   | 南寮附近                           | 市道175號                | 11.284 |                                       |
| 南97-1線  | 山仔腳－莿桐寮   | 白河區大林、崁頭里                           | 高公局白河工務段北側             | 南97線                  | 白河區崁頭里                   | 莿桐崎東側                         | 崁頭里農路               | 1.990  | [ CR 17 ]                             |
| 南98線    | 仙草埔－險潭     | 白河區虎山里                                 | 白河水庫西側土口橋附近           | 市道172號               | 白河區仙草里                   | 險潭東側                           | 仙草里山路               | 5.429  |                                       |
| 南99線    | 東山－嶺頂       | 東山區東中里                                 | 中興路、新東路一段路口           | 南314線                 | 六甲區大丘里、東山區嶺南里     | 嶺頂北側                           | 市道174號                | 13.377 | [ 1 ] [ AD 66 ]                       |
| 南99-1線  | 大庄－崎腳       | 東山區大客里                                 | 大庄                             | 南99線                  | 東山區東原里                   | 崎腳德園寺前                       | 南104線                  | 8.941  |                                       |
| 南100線   | 許秀才－凹仔腳   | 東山區三榮里                                 | 許秀才三姓宮前                   | 南314線                 | 東山區大客里                   | 凹仔腳東興路路口                   | 南99-1線                 | 6.619  | [ 1 ] [ AD 67 ]                       |
| 南101線   | 白河－中洲       | 白河區白河里                                 | 富民路、東林路路口               | 市道172號               | 白河區崁頭里                   | 中洲                               | 崁頭里農路               | 3.423  |                                       |
| 南102線   | 田尾－科里       | 東山區聖賢里                                 | 田尾西北側新東路                 | 南314線                 | 東山區科里里                   | 下庄子                             | 南99線                   | 7.739  |                                       |
| 南103線   | 舊社－坑口       | 東山區東中里                                 | 枋仔林橋西北側                   | 市道165號               | 東山區水雲里                   | 坑口                               | 水雲里山路               | 6.028  | [ 10 ]                                |
| 南104線   | 東原－北寮       | 東山區東原里                                 | 東原派出所旁                     | 南105線                 | 東山區高原里                   | 北寮南側                           | 市道175號                | 6.944  |                                       |
| 南104-1線 | 清山－崁頭山     | 東山區青山里                                 | 郭厝                             | 南104線                 | 東山區南勢里                   | 東山仙公廟孚佑宮前                 | 南勢里山路               | 7.731  | [ CR 18 ]                             |
| 南104-2線 | 竹頭排－李子園   | 東山區高原里                                 | 竹頭排橋西側                     | 南104線                 | 東山區高原里                   | 半山附近                           | 高原、青山里山路         | 5.232  |                                       |
| 南105線   | 東原－內坑       | 東山區東原里                                 | 東原派出所旁                     | 南99線                  | 東山區南勢里                   | 岩坑                               | 市道175號                | 5.530  | [ 1 ] [ AD 68 ] [ AD 69 ]             |
| 南105-1線 | 南寮口－深坑子   | 東山區青山里                                 | 南寮口                           | 南104-1線               | 東山區南勢里                   | 後坑仔尾深坑橋旁                   | 南105線                  | 2.680  |                                       |
| 南106線   | 新吉庄－牛稠仔   | 柳營區旭山、果毅里                           | 瓦窯旭山橋西側                   | 市道165號               | 東山區嶺南里                   | 牛稠仔東側                         | 南99線                   | 8.296  | [ 1 ] [ AD 70 ]                       |
| 南106-1線 | 山豬陷－西湖港   | 柳營區旭山里                                 | 山豬陷西北側                     | 南106線                 | 柳營區旭山里                   | 六甲區西港湖東北側                 | 市道174號                | 4.457  | [ 1 ] [ AD 71 ] [ CR 19 ]             |
| 南106-2線 | 山仔腳－新吉莊   | 柳營區旭山里                                 | 山仔腳                           | 市道165號               | 柳營區旭山里                   | 新吉莊東側                         | 南106線                  | 0.850  | [ 1 ] [ AD 72 ]                       |
| 南107線   | 崁下寮－新吉莊   | 東山區水雲、南溪里                           | 崁下寮南側                       | 南103線                 | 東山區南溪里                   | 老葉橋北側                         | 南106線                  | 3.962  | [ 1 ] [ AD 73 ] [ AD 74 ]             |
| 南108線   | 橋南－太農       | 柳營區人和里                                 | 橋南                             | 南95線                  | 柳營區大農、旭山里             | 大腳腿東側                         | 市道165號                | 7.490  | [ 1 ] [ AD 75 ] [ CR 20 ]             |
| 南108-1線 | 五軍營－吉貝耍   | 柳營區大農、重溪里                           | 五軍營南側義士路二段             | 南108線                 | 柳營區大農、篤農、旭山里       | 東河橋南側                         | 市道165號                | 4.777  | [ AD 76 ]                             |
| 南109線   | 太康－柳營東     | 柳營區太康里                                 | 義士路三段太康國小旁             | 南108線                 | 柳營區東昇里                   | 中山東路二段柳營國中旁             | 南316線                  | 1.313  |                                       |
| 南112線   | 大洲埔－果毅後   | 柳營區大農里                                 | 路東東側中山東路一段路口         | 南316線                 | 柳營區神農里                   | 果毅後鎮西宮西側                   | 市道165號                | 4.130  | [ CR 21 ]                             |
| 南113線   | 二鎮－廳太       | 官田區二鎮里                                 | 二鎮北側                         | 南318線                 | 官田區官田里                   | 陽明工商東側                       | 市道165號                | 3.201  | [ 11 ]                                |
| 南114線   | 隆田－湖山       | 官田區南廍、隆本里                           | 中華路二段、富強路路口           | 台1線                   | 官田區烏山頭里                 | 烏山頭                             | 市道165號                | 4.493  |                                       |
| 南115線   | 土地崎－東膏蚋   | 六甲區王爺里                                 | 土地崎（區界）                   | 市道174號               | 六甲區王爺里                   | 東膏蚋                             | 王爺里烏山頭水庫東側山路 | 1.887  |                                       |
| 南117線   | 嘉南－官田       | 官田區官田里                                 | 七星球場旁                       | 市道171號               | 官田區官田里                   | 縱貫公路官田北橋旁                 | 台1線                    | 2.571  | [ 1 ] [ AD 77 ]                       |
| 南119線   | 中協－頭社       | 官田區官田里                                 | 中脇                             | 市道165號               | 大內區頭社里                     | 頭社南海觀音亭旁                   | 南182線                  | 7.745  | [ CR 22 ]                             |
| 南120線   | 官田－社子       | 官田區官田里                                 | 官田西側縱貫公路路口             | 台1線                   | 官田區社子里                   | 社子                               | 南119線                  | 2.323  |                                       |
| 南121線   | 溪美－胡厝       | 善化區六分、溪美里                           | 麻善大橋南側                     | 台19甲線                | 善化區胡厝里                   | 烏橋中路、興農路路口               | 市道178號                | 4.278  | [ 2 ] [ 12 ] [ AD 78 ]                |
| 南121-1線 | 謝厝寮－胡厝寮   | 麻豆區謝厝寮里                               | 謝厝寮東南側                     | 南40線                  | 善化區胡厝里                   | 胡厝北側                           | 南121線                  | 2.055  | [ 5 ] [ AD 79 ]                       |
| 南122線   | 蘇厝－東勢寮     | 安定區蘇厝里                                 | 蘇厝橋南側                       | 市道178號               | 善化區昌隆、嘉北里             | 縱貫公路曾文溪橋南側路口           | 台1線                    | 10.723 | [ 1 ] [ AD 80 ]                       |
| 南123線   | 六分寮－善化     | 善化區田寮、六分里                           | 六分寮興安宮附近                 | 南122線                 | 善化區東關、光文里             | 建國路、中正路路口                 | 善化區市區道路           | 2.150  | [ 1 ] [ AD 81 ]                       |
| 南124線   | 善化－茄拔       | 善化區光文里                                 | 中山路、光文路路口               | 善化區市區道路          | 善化區嘉北里                   | 嘉北社區活動中心旁                 | 南129線                  | 2.457  |                                       |
| 南125線   | 東勢寮－光文里   | 善化區六分里                                 | 東勢宅建業路路口                 | 南122線                 | 善化區光文里                   | 光文路、建業路路口                 | 光文陸橋西端引道         | 1.957  | [ CR 23 ]                             |
| 南125-1線 | 六分寮－苓子林   | 善化區六德、田寮里                           | 六分寮東嶽殿附近                 | 南122線                 | 善化區光文里                   | 建業路光文橋旁                     | 南125線                  | 2.093  |                                       |
| 南126線   | 什乃－社內       | 善化區什乃里                                 | 什乃北側                         | 南122線                 | 善化區什乃、溪美里             | 進學路自強橋旁                     | 台19甲線                 | 1.651  |                                       |
| 南127線   | 東勢寮－北子店   | 善化區昌隆里                                 | 東勢寮慶濟宮旁                   | 南122線                 | 善化區光文里                   | 北仔店清水宮西側                   | 北仔店庄內道路           | 2.341  |                                       |
| 南127-1線 | 土風堀－牛庄     | 善化區昌隆里                                 | 土虱堀                           | 南127線                 | 善化區牛庄里                   | 牛庄南側                           | 南124線                  | 1.887  | [ 1 ] [ AD 82 ] [ CR 24 ]             |
| 南128線   | 胡厝寮－善化     | 善化區胡厝里                                 | 崁頭普安宮前                     | 南122線                 | 善化區文正、頂街里             | 文正路、興農路、陽明路路口         | 市道178號                | 2.649  |                                       |
| 南128-1線 | 白二甲－烏橋     | 善化區胡厝、胡家里                           | 百二甲東側陽明路                 | 南128線                 | 善化區胡厝里                   | 慈光三村興農路                     | 市道178號                | 1.496  | [ CR 25 ]                             |
| 南129線   | 東勢寮－通山橋   | 善化區昌隆里                                 | 東勢寮                           | 南122線                 | 善化區嘉南里                   | 國道三號善化交流道旁               | 市道178號                | 3.924  | [ 1 ] [ AD 83 ] [ AD 84 ]             |
| 南130線   | 善化－小新營     | 善化區坐駕里                                 | 興華路、大成路367巷路口          | 善化區市區道路          | 善化區小新里                   | 成功路3巷路口                      | 市道178號                | 2.249  | [ 1 ] [ AD 85 ]                       |
| 南131線   | 新吉－公親寮     | 安定區新吉里                                 | 新吉                             | 台19線                  | 安南區公親里                   | 公親寮                             | 市道178號                | 1.391  |                                       |
| 南132線   | 海寮－安定       | 安定區海寮里                                 | 海寮派出所旁                     | 台19線                  | 安定區安加里                   | 安定國中旁                         | 安定區市區道路           | 3.817  |                                       |
| 南132-1線 | 海寮－南安       | 安定區海寮里                                 | 海寮東側                         | 南132線                 | 安定區文科里                   | 南安北側                           | 南132線                  | 1.894  |                                       |
| 南133線   | 樹谷－港口南     | 新市區豐華里                                 | 曼陀林路、木柵港西路路口         | 樹谷園區道路            | 安南區塭南里                   | 環福街152巷、環福街路口            | 安南區外塭仔庄內道路     | 4.953  | [ 1 ] [ AD 86 ] [ AD 87 ]             |
| 南134線   | 南安－新市       | 安定區文科里                                 | 南安國小西側                     | 南132線                 | 新市區新和、新市里             | 中正路、民生路路口                 | 台19甲線                 | 7.903  | [ 1 ] [ AD 88 ]                       |
| 南135線   | 看西－新市       | 新市區豐華里                                 | 樹谷大道、民生路路口             | 南134線                 | 新市區新和、新市里             | 中正路、民權路路口                 | 台19甲線                 | 6.147  | [ 1 ] [ AD 89 ]                       |
| 南136線   | 九間－六社       | 新市區大營、港墘里                           | 縱貫公路豐榮橋南側               | 台1線                   | 新市區大社里                   | 大社                               | 南177線                  | 1.292  | [ 13 ] [ CR 26 ]                      |
| 南137線   | 善化－三舍       | 善化區文昌、南關里                           | 光復路、文昌路107巷路口          | 市道178號               | 新市區三舍里                   | 南三舍                             | 台19甲線                 | 4.253  | [ 1 ] [ AD 90 ]                       |
| 南137-1線 | 益民寮－小新     | 善化區南關、文昌里                           | 文昌路107巷路口、中正路31巷路口  | 南137線                 | 善化區小新里                   | 小新營東南側縱貫公路路口           | 台1線                    | 3.123  | [ 1 ] [ AD 91 ]                       |
| 南138線   | 新市－潭頂       | 新市區港墘里                                 | 中山路、長安街路口               | 台1線                   | 新市區潭頂里                   | 潭頂派出所西側                     | 南177線                  | 2.132  | [ 1 ] [ AD 92 ]                       |
| 南139線   | 大營－新市       | 新市區大營里                                 | 大營東側縱貫公路路口             | 台1線                   | 新市區新市里                   | 中正路、復興路路口                 | 台19甲線                 | 3.996  | [ 1 ] [ AD 93 ]                       |
| 南140線   | 大營－明和       | 新市區大營里                                 | 大營                             | 南139線                 | 山上區明和里                   | 南洲教會旁                         | 市道178甲線              | 4.769  |                                       |
| 南140-1線 | 北勢洲－仁德     | 山上區明和里                                 | 北勢洲附近                       | 市道178甲線             | 山上區明和里                   | 南路頭橋旁                         | 南140線                  | 1.446  |                                       |
| 南141線   | 車行－西勢       | 永康區三民里                                 | 中正北路、王行路路口             | 台1線                   | 永康區新樹、西勢里             | 富強路一二段、西勢路路口           | 市道180甲線              | 4.062  |                                       |
| 南142線   | 三崁店－永康     | 永康區三民、塩興、塩洲里                     | 永安路、仁愛街路口               | 南146線                 | 永康區正強、埔園里             | 中山路、中正路路口                 | 永康區市區道路           | 3.462  |                                       |
| 南143線   | 烏水橋－永康     | 永康區蔦松里                                 | 中正北路、龍橋街路口             | 台1線                   | 永康區龍潭、永明里             | 中山北路、龍潭街路口               | 台20線                   | 2.054  |                                       |
| 南144線   | 永就－新化       | 新市區港墘、永就里                           | 中山路、光華街路口               | 台1線                   | 新化區協興里                   | 中山路、大新路路口                 | 台20線                   | 5.437  | [ 1 ] [ AD 94 ]                       |
| 南144-1線 | 北勢－新化       | 新化區唪口里                                 | 大新路、大德路路口               | 南144線                 | 新化區太平里                   | 中正路、大德路路口                 | 新化區市區道路           | 1.104  |                                       |
| 南145線   | 二王－四份子     | 永康區東橋、二王里                           | 中山南路、忠孝路路口             | 台20線                  | 永康區中華、復興里、東區後甲里 | 小東路、復興路、忠孝路路口         | 市道180號                | 2.491  |                                       |
| 南146線   | 蔦松－三崁店     | 永康區蔦松里                                 | 中正北路、蔦松一街路口           | 台1線                   | 永康區三民、塩興、塩洲里       | 永安路、仁愛街路口                 | 南142線                  | 2.610  | [ AD 95 ]                             |
| 南147線   | 永寧橋－二行     | 南區興農、同安里、仁德區大甲里               | 永寧橋                           | 臺南市南區市區道路      | 仁德區二行、保安里             | 中正西路、二行一路路口             | 二行庄內道路             | 3.349  | [ 14 ] [ AD 96 ] [ AD 97 ]            |
| 南148線   | 太子廟－下湖     | 東區後甲、南聖里、永康區建國里、仁德區太子里 | 裕農路、裕義路、太子路路口       | 臺南市東區市區道路      | 關廟區下湖、埤頭里             | 保順路、關新路路口                 | 台19甲線                 | 6.350  | [ 1 ] [ AD 98 ] [ AD 99 ]             |
| 南148-1線 | 六甲店－西埔     | 歸仁區大廟里                                 | 和順路二段、大廟一街路口         | 南148線                 | 歸仁區西埔里                   | 保大路二段、西埔一街路口           | 市道177甲線              | 2.731  | [ 1 ] [ AD 100 ]                      |
| 南149線   | 過港仔－六甲     | 歸仁區大廟里                                 | 和順路二段、南丁路路口           | 南148線                 | 歸仁區六甲里                   | 民生南街、六甲路、中正南路路口     | 南154線 · 南351線        | 4.604  | [ 1 ] [ AD 101 ]                      |
| 南150線   | 媽廟－埤仔頭     | 歸仁區媽廟里                                 | 中正北路、保大路一二段路口       | 市道177甲線             | 關廟區埤頭里                   | 保東路、關新路路口                 | 台19甲線                 | 1.454  |                                       |
| 南151線   | 六甲－田厝       | 歸仁區六甲里                                 | 六甲路、六甲三街路口             | 南154線                 | 仁德區上崙、文賢里             | 中正路一段、崑崙街路口             | 市道177號                | 4.082  |                                       |
| 南152線   | 小新－明和       | 善化區小新里                                 | 西拉雅大道東端                   | 台1線                   | 山上區明和里                   | 山上工業區                         | 南140-1線                | 2.450  | [ 4 ] [ AD 102 ]                      |
| 南154線   | 崙仔尾－歸仁     | 仁德區仁德、仁義里                           | 中正路二段、勝利路路口           | 市道177號               | 歸仁區看東里                   | 中山路一段、成功路一段路口         | 市道182號                | 6.220  |                                       |
| 南155線   | 上崙－太爺       | 仁德區上崙里                                 | 上崙街、德崙路路口               | 南156線                 | 仁德區保安、二行里             | 保安路一段、二仁路一段路口         | 台1線                    | 4.263  | [ 1 ] [ AD 103 ] [ AD 104 ]           |
| 南156線   | 三塊厝－上崙     | 仁德區後壁里                                 | 中正路二段、德崙路路口           | 市道177號               | 仁德區上崙里                   | 德崙路、崑崙路路口                 | 南151線                  | 1.418  |                                       |
| 南157線   | 歸仁－大苓       | 歸仁區歸仁、許厝、看東里                     | 中山路一段、忠孝南北路路口       | 市道177甲線 · 市道182號 | 歸仁區大潭里                   | 大苓東側長榮路路口                 | 南352線                  | 6.932  |                                       |
| 南159線   | 龜洞－西龜橋     | 關廟區龜洞里                                 | 南雄南路、長榮街路口             | 台19甲線 · 南352線      | 關廟區龜洞里、田寮區西德里     | 臺南市、高雄市界（西龜橋旁）       | 高138線                  | 1.828  | [ 1 ] [ AD 105 ] [ AD 106 ]           |
| 南162線   | 龍崎－柑子園     | 龍崎區崎頂里                                 | 龍崎國小北側路口                 | 龍崎區市區道路          | 左鎮區二寮里                   | 柑子園                             | 南171線                  | 7.779  | [ 1 ] [ AD 107 ]                      |
| 南162-1線 | 尖峰－土崎       | 龍崎區土崎里                                 | 尖峰山南側                       | 南162線                 | 龍崎區土崎里                   | 龍崎國小土崎分校西側               | 南162線                  | 4.997  |                                       |
| 南162-3線 | 礁坑仔－觀音山   | 龍崎區土崎、崎頂里                           | 嶺頂崎頂集貨場附近               | 南162線                 | 新化區大坑里                   | 大坑橋東側農路路口                 | 南168線                  | 4.337  |                                       |
| 南163線   | 中坑子－龜洞     | 龍崎區崎頂、中坑里                           | 大溪口                           | 市道182號               | 關廟區龜洞里                   | 南雄派出所旁                       | 台19甲線                 | 8.307  |                                       |
| 南163-1線 | 樹子林－中坑     | 龍崎區楠坑里                                 | 樹仔林普陀山                     | 南163線                 | 龍崎區中坑、崎頂里             | 龍崎文衡殿前                       | 市道182號                | 3.915  |                                       |
| 南163-2線 | 向南仔－大坪     | 龍崎區楠坑里                                 | 楠坑龍崎超高壓變電所南側路口     | 南163線                 | 龍崎區大坪里                   | 大坪太安宮前                       | 南165線                  | 4.054  |                                       |
| 南164線   | 刺子崙－石𥕢     | 龍崎區石𥕢里                                 | 石𥕢店仔                         | 南171線                 | 龍崎區石𥕢里                   | 石𥕢東側三拋崙                     | 石𥕢里農路               | 1.959  | [ 1 ] [ AD 108 ]                      |
| 南165線   | 米市園－大坪     | 龍崎區石𥕢、大坪里                           | 米市園橋旁                       | 市道182號               | 龍崎區大坪里、田寮區古亭里     | 臺南市、高雄市界                   | 高146線                  | 3.572  | [ AD 109 ]                            |
| 南167線   | 草山－牛埔       | 內門區三平、木柵里                           | 三灣（高雄市境內）               | 南171-1線 · 高122線     | 龍崎區牛埔里                   | 龍崎工業區前                       | 牛埔里農路               | 8.186  | [ 1 ] [ AD 110 ] [ AD 111 ]           |
| 南168線   | 新化－睦光       | 新化區東榮、知義里                           | 新化外環道三號橋旁               | 台19甲線                | 左鎮區岡林里                   | 岡林派出所前                       | 南171線                  | 11.388 | [ 1 ] [ AD 112 ]                      |
| 南168-1線 | 北五甲勢－鳥占湖 | 新化區東榮、知義里                           | 國道三號高架橋下東側             | 南168線                 | 新化區知義里                   | 新化苗圃附近                       | 南168線                  | 4.605  | [ CR 27 ]                             |
| 南168-2線 | 左鎮－大谷山     | 左鎮區中正、左鎮里                           | 風吹嶺吹嶺橋西側                 | 台20線                  | 左鎮區岡林、二寮里             | 大谷山慈媽宮旁                     | 南168線                  | 6.946  | [ 1 ] [ AD 113 ]                      |
| 南168-3線 | 風空－大坑       | 新化區大坑里                                 | 風空橋旁                         | 南168線                 | 新化區大坑里                   | 大坑尾                             | 南168線                  | 3.148  | [ 1 ] [ AD 114 ]                      |
| 南168-4線 | 東西崙－觀音山   | 龍崎區土崎里                                 | 凹窯                             | 南162-1線               | 新化區大坑里                   | 大坑國小附近                       | 南168線                  | 2.165  | [ 1 ] [ AD 115 ]                      |
| 南169線   | 新化－牛稠埔     | 新化區護國里                                 | 復興路、復興路290巷路口          | 新化區市區道路          | 關廟區花園里                   | 牛稠埔鳳山寺旁                     | 市道182號                | 12.372 |                                       |
| 南169-1線 | 五甲勢－新知     | 新化區山脚里                                 | 五甲勢                           | 南169線                 | 新化區知義里                   | 新豐二號橋北側                     | 南168-1線                | 1.248  | [ CR 28 ]                             |
| 南169-2線 | 新光－南寮       | 關廟區新光里                                 | 新光國小旁                       | 南169線                 | 關廟區新光里                   | 南寮望龍橋旁                       | 南162線                  | 1.158  |                                       |
| 南170線   | 竹仔腳－知義     | 新化區協興、全興里                           | 竹仔腳北側                       | 台20線                  | 新化區全興、知義里             | 知母義西北側路口                   | 台19甲線                 | 2.678  | [ 1 ] [ AD 116 ]                      |
| 南171線   | 睦光－檳榔宅     | 左鎮區內庄里                                 | 睦光橋東南側                     | 台20乙線                | 龍崎區石𥕢里                   | 檳榔宅石𥕢路口                     | 市道182號                | 13.611 | [ 1 ] [ AD 117 ]                      |
| 南171-1線 | 內岡里－草山     | 左鎮區岡林里                                 | 內岡林教會前                     | 南171線                 | 內門區三平、木柵里             | 三灣（高雄市境內）                 | 南167線 · 高122線        | 8.926  | [ 1 ] [ AD 118 ] [ AD 119 ] [ CR 29 ] |
| 南172線   | 新化－三十六崙   | 新化區護國、東榮里                           | 新化高工東側                     | 台19甲線                | 新化區礁坑里                   | 三十六崙礁坑國小東側               | 南173線                  | 5.250  | [ 1 ] [ AD 120 ]                      |
| 南173線   | 那拔林－口埤     | 新化區𦰡拔里                                 | 𦰡拔派出所前                     | 台20線                  | 新化區知義里                   | 口埤國小旁                         | 南168線                  | 10.317 | [ 15 ]                                |
| 南174線   | 西埔－苦苓湖     | 南化區西埔里                                 | 西埔國小旁                       | 西埔庄內道路            | 南化區西埔里                   | 西部                               | 台3線                    | 3.936  | [ CR 30 ]                             |
| 南175線   | 山上－虎頭山     | 山上區山上里                                 | 山上分駐所附近                   | 山上區市區道路          | 新化區東榮、知義里             | 虎頭埤西側                         | 南168線                  | 10.828 |                                       |
| 南176線   | 南化－竹仔興     | 南化區南化里                                 | 南化東側竹圍橋                   | 台3線                   | 南化區東和里                   | 厚德紫竹寺前                       | 南化、東和里山路         | 5.201  | [ CR 31 ]                             |
| 南176-1線 | 界址－北頭       | 南化區西埔里                                 | 界址                             | 台3線                   | 南化區東和里                   | 芎蕉湖北側                         | 南176線                  | 6.254  |                                       |
| 南177線   | 大社－𦰡拔林     | 新市區大營、大社里                           | 大社北側                         | 南140線                 | 新化區𦰡拔里                   | 𦰡拔國小旁                         | 台20線                   | 5.136  | [ 15 ]                                |
| 南178線   | 三埔－油礦       | 玉井區三埔里                                 | 三埔橋南側                       | 台3線 · 台20線          | 玉井區三埔里                   | 竹頭崎油礦場                       | 三埔里山路               | 2.889  |                                       |
| 南179線   | 關山路口－木瓜坑 | 南化區玉山里                                 | 上歸林關山一號橋                 | 台20線                  | 南化區關山里、大埔鄉茄苳村     | 臺南市、嘉義縣界（關山十七號橋上） | 嘉149線                  | 27.563 |                                       |
| 南179-1線 | 灣丘－出火       | 南化區關山里                                 | 關山十五號橋西側                 | 南179線                 | 南化區關山里                   | 出火仔                             | 關山里山路               | 11.883 |                                       |
| 南180線   | 豐德－平陽       | 山上區豐德、平陽里                           | 豐德東側                         | 台20線                  | 山上區平陽里                   | 石仔崎神農廟前                     | 平陽里農路               | 1.591  |                                       |
| 南181線   | 渡仔頭－蒙正     | 官田區渡拔里                                 | 舊觀月橋北側                     | 新觀月橋北端引道        | 大內區內江里                   | 蒙正                               | 內江里農路               | 10.020 | [ 1 ] [ AD 121 ]                      |
| 南182線   | 後窟－內宵里     | 大內區內郭里                                 | 後堀西側                         | 市道178號               | 玉井區豐里里                   | 內宵里南側                         | 南183線                  | 12.307 | [ 14 ] [ AD 122 ] [ CR 32 ]           |
| 南183線   | 照興－玉井       | 楠西區照興里                                 | 照興                             | 市道175號               | 玉井區玉田里                   | 中山路、中華路路口                 | 台3線 · 台20線           | 12.095 |                                       |
| 南184線   | 新庄－二重溪     | 山上區山上、新莊里                           | 山上淨水廠路口前                 | 市道178甲線             | 大內區曲溪里                   | 二溪大橋東端                       | 市道178號                | 5.200  | [ 1 ] [ AD 123 ] [ CR 33 ]            |
| 南185線   | 新庄－石牌       | 玉井區三和里                                 | 玉井橋南側                       | 台20線                  | 玉井區三和里                   | 石牌仔清水寺前                     | 三和里農路               | 3.288  |                                       |
| 南186線   | 鹿陶－龜丹溫泉   | 楠西區鹿田里、玉井區竹圍里                   | 鹿陶                             | 台3線                   | 楠西區龜丹里                   | 鐵谷山宮前                         | 龜丹里山路               | 5.438  | [ 1 ] [ AD 124 ]                      |
| 南186-1線 | 鹿陶－龜丹       | 楠西區鹿田里                                 | 鹿洋南橋南側                     | 台3線                   | 楠西區龜丹里                   | 龜丹西側                           | 南186線                  | 2.575  |                                       |
| 南187線   | 溪頭－楠西       | 楠西區東勢、楠西里                           | 水庫路、中興路路口               | 台3線 · 市道175號       | 楠西區楠西、東勢里             | 水庫路、中正路路口                 | 台3線                    | 1.922  |                                       |
| 南188線   | 楠西－二層坪     | 楠西區東勢里                                 | 水庫路、茄拔路路口               | 台3線                   | 楠西區灣丘里                   | 大湖桶                             | 南192線                  | 10.271 |                                       |
| 南189線   | 斗六－後旦       | 玉井區中正里                                 | 舊社斗六代天府前                 | 中正里斗六仔農路        | 玉井區中正、竹圍里             | 中正路、大成路路口                 | 台3線                    | 2.706  |                                       |
| 南190線   | 油車－鳳興       | 楠西區鹿田里                                 | 油車                             | 台3線                   | 楠西區灣丘里                   | 鳳興東側                           | 灣丘里新寮農路           | 1.719  |                                       |
| 南191線   | 七苓－中坑       | 南化區北平里                                 | 七苓東側                         | 台3線                   | 南化區中坑里                   | 中坑西側                           | 台20乙線                 | 5.721  | [ 1 ] [ AD 125 ]                      |
| 南192線   | 雙溪－二層坪     | 楠西區密枝里                                 | 雙溪東側莊敬橋                   | 台3線                   | 楠西區灣丘里                   | 二層坪附近                         | 南188線                  | 6.507  |                                       |
| 南193線   | 龍崎－內葉嶺     | 龍崎區崎頂里、關廟區新光里                   | 龍崎區區公所前                   | 市道182號               | 龍崎區大坪、石𥕢、崎頂里       | 內葉嶺附近                         | 市道182號                | 8.324  |                                       |
| 南194線   | 小崙尾－鏡面     | 南化區小崙里                                 | 小崙尾                           | 台3線                   | 南化區小崙里                   | 鏡面                               | 小崙里鏡面農路           | 2.239  | [ 1 ] [ AD 126 ]                      |
| 南195線   | 小崙尾－興化寮   | 南化區小崙里                                 | 小崙尾南側彩鳳橋旁               | 台3線                   | 南化區小崙里                   | 興化寮                             | 小崙里山路               | 4.056  | [ 1 ] [ AD 127 ]                      |
| 南196線   | 湘埔－崎下       | 南化區小崙里                                 | 湘仔埔北側                       | 台3線                   | 南化區南化里                   | 人仰橋東側                         | 台20乙線                 | 3.657  | [ 1 ] [ AD 128 ] [ CR 34 ]            |
| 南311線   | 新營－柳營       | 新營區新南、南紙里                           | 復興路、長榮路路口               | 市道172號               | 柳營區士林、中埕里             | 新榮高中旁                         | 台1線 · 南95線           | 5.437  | [ 1 ] [ AD 129 ]                      |
| 南312線   | 馬沙溝－將軍     | 將軍區平沙里                                 | 將軍交流道西側                   | 南25線                  | 將軍區將軍里                   | 將軍國小旁                         | 台17線 · 南18線          | 3.976  | [ 1 ] [ AD 130 ]                      |
| 南314線   | 新營－東山       | 新營區大宏、中營里                           | 工業街、東山路路口               | 台1線                   | 東山區東中里                   | 中興路、新東路一段路口             | 南99線                   | 8.597  | [ 1 ] [ AD 131 ]                      |
| 南316線   | 八老爺－新吉莊   | 柳營區八翁里                                 | 和平路、中山路西路三段路口       | 南69線                  | 柳營區旭山里                   | 柳營交流道東側                     | 市道165號                | 9.154  | [ 1 ] [ AD 132 ]                      |
| 南318線   | 葫蘆埤－嘉南     | 麻豆區寮廍里                                 | 葫蘆埤西側                       | 市道176號               | 六甲區甲東、七甲里             | 工研路、珊瑚路路口                 | 六甲區市區道路           | 9.144  | [ 1 ] [ AD 133 ]                      |
| 南351線   | 八甲－大潭       | 歸仁區八甲里                                 | 忠孝北路、中正北路一段路口       | 市道177甲線             | 歸仁區大潭里                   | 長榮路一段、中正南路二段路口       | 南352線                  | 8.047  | [ 1 ] [ AD 134 ]                      |
| 南352線   | 十三甲－龜洞     | 仁德區仁愛、成功里                           | 二仁路二段、文賢路一段路口       | 台1線                   | 關廟區龜洞里                   | 長榮街、南雄南路路口               | 台19甲線 · 南159線       | 16.176 | [ 1 ] [ AD 135 ]                      |

### 勘誤
以下註解指出在中華民國交通部公告發布令（含附件）中的地名謬誤之處。
1. 1 2  參照資料中作「溪乾寮」，正確地名應作「溪墘寮」。
2. ↑  參照資料中作「下山」，完整地名應作「下山子寮」。
3. ↑  參照資料中作「港乾」，正確地名應作「港墘」。
4. ↑  參照資料中作「五塊寮仔－九塊」，實際地名應作「五塊寮－九塊厝」。
5. 1 2 3  參照資料中作「中洲」，正確地名應作「中州」，舊時地名亦稱為「檳鄉林」。
6. ↑  參照資料中作「西庄」，正確地名應作「西寮」。
7. ↑  參照資料中作「南部」，正確地名應作「南廍」。
8. ↑  參照資料中作「北埔」，正確地名應作「菁埔」。
9. ↑  參照資料中作「寮子部」，正確地名應作「寮仔廍」。
10. ↑  參照資料中作「瓦窯」，正確地名應作「瓦磘」。
11. ↑  參照資料中作「仁和」，正確地名應作「人和」。
12. ↑  參照資料中作「新營紙場」，正確地名應作「新營紙廠」。
13. ↑  參照資料中作「莿桐寮」（位於鹽水區桐寮里），正確地名應作「莿桐腳」（位於新營區姑爺里）。
14. ↑  參照資料中作「下茄寮」，正確地名應作「下茄苳」。
15. ↑  參照資料中作「候伯村」，正確地名應作「侯伯里」。
16. 1 2  參照資料中作「竹內」，正確地名應作「竹門」或「竹仔門」。
17. ↑  參照資料中作「莿桐寮」，正確地名應作「莿桐崎」；「山仔腳」查無相對地名，疑是對應東側「山仔頂」地名而言，位於國道3號白河收費站東側。
18. ↑  參照資料中作「清山」，正確地名應作「青山」。
19. ↑  參照資料中作「西湖港」，正確地名應作「西港湖」。
20. ↑  參照資料中作「太農」，正確地名應作「大農」。
21. ↑  參照資料中作「太洲埔」，正確地名應作「大洲埤」，今已被填平成為農地，大約位在南81線及南110線交會路口以西。
22. ↑  參照資料中作「中協」，正確地名應作「中脇」或「中脅」。
23. ↑  參照資料中作「東勢寮」，正確地名應作「東勢宅」。
24. ↑  參照資料中作「土風堀」，正確地名應作「土虱堀」。
25. ↑  參照資料中作「白二甲」，正確地名應作「百二甲」。
26. ↑  參照資料中作「六社」，正確地名應作「大社」。
27. ↑  參照資料中作「鳥占湖」，正確地名應作「烏占湖」。
28. ↑  參照資料中作「新知」，正確地名應作「新和」（新和莊）。
29. ↑  參照資料中作「內岡里」，正確地名應作「內岡林」。
30. ↑  參照資料中作「苦苓湖」，正確地名應作「苦苓腳」。
31. ↑  參照資料中作「竹仔興」，正確地名應作「竹仔尖」。
32. ↑  參照資料中作「後窟」，正確地名應作「後堀」。
33. ↑  參照資料中作「新庄」，正確地名應作「新莊」。
34. ↑  參照資料中作「崎下」，正確地名應作「崎腳」。

### 補充說明
下列註解列出關於本列表中部份道路的補充訊息。
1. ↑  根據中華民國交通部2018年公告，南3線路線調整，但路線無變動，名稱也無變動。
2. ↑  根據中華民國交通部2018年公告，南5-1線路線調整，終點里程縮短，終點名稱改為後寮。參考中華民國內政部國土測繪圖資服務雲，解編路段為一般道路。
3. ↑  根據中華民國交通部2023年公告，南8線路線新增，名稱為北門－勢角仔。參考中華民國內政部國土測繪圖資服務雲，新編路段原為台84線平面側車道。
4. ↑  根據中華民國交通部2018年公告，南15線路線調整，終點里程縮短，名稱無變動。參考中華民國內政部國土測繪圖資服務雲，解編路段廢止為一般道路。
5. ↑  根據中華民國交通部2018年公告，南18線路線調整，起點里程縮短，起點名稱改為將軍。參考中華民國內政部國土測繪圖資服務雲，解編路段部分改編為新南20線、新南312線。
6. ↑  根據中華民國交通部2018年公告，南19線路線調整，終點里程縮短，名稱無變動。參考中華民國內政部國土測繪圖資服務雲，解編路段廢止為一般道路。
7. ↑  根據中華民國交通部2018年公告，南20線路線調整，起點里程增長，起點名稱改為馬沙溝。參考中華民國內政部國土測繪圖資服務雲，新編路段部分改編自舊南18線。
8. ↑  交通部於2010年全台鄉道統計資料中終點作「苓和」，實際終點應位於將軍區保源里「崁頭寮」西南側。
9. ↑  交通部於2010年全台鄉道統計資料終點作「埤頭」（位於麻豆區埤頭里埤頭），實際位於西側麻豆區麻口、大山里交界處的市道171號與大潭寮路交會路口，即在大山國小東側不遠處。
10. ↑  根據中華民國交通部2018年公告，南25線路線調整，起點路段改線，起點名稱改為馬沙溝。參考中華民國內政部國土測繪圖資服務雲，新編路段部分改編自舊南25-1線，解編路段部分改編為新南25-1線。
11. ↑  根據中華民國交通部2018年公告，南25-1線路線廢止且路線新增，名稱為頂山－中寮。參考中華民國內政部國土測繪圖資服務雲，新編路段部分改編自舊南25線，解編路段部分改編為新南25線。
12. ↑  根據中華民國交通部2018年公告，南25-3線路線新增，名稱為中寮－篤加南。參考中華民國內政部國土測繪圖資服務雲，新編路段部分改編自舊南34-1線。
13. ↑  根據中華民國交通部2018年公告，南26線路線調整，起點里程增長，名稱無變動。參考中華民國內政部國土測繪圖資服務雲，新編路段原為一般道路。
14. ↑  根據中華民國交通部2018年公告，南26-1線路線調整，起點里程縮短，名稱無變動。參考中華民國內政部國土測繪圖資服務雲，解編路段部分改編為新南26-2線。
15. ↑  根據中華民國交通部2018年公告，南26-2線路線新增，名稱為水師寮－城子內。參考中華民國內政部國土測繪圖資服務雲，新編路段部分改編自舊南26-1線。
16. ↑  根據中華民國交通部2018年公告，南31線路線調整，終點里程增長，終點名稱改為海埔地。參考中華民國內政部國土測繪圖資服務雲，新編路段部分改編自舊南31-1線、舊南38線。
17. ↑  根據中華民國交通部2018年公告，南31-1線路線調整，起點里程縮短，起點名稱改為海寮。參考中華民國內政部國土測繪圖資服務雲，解編路段部分改編為新南31線。
18. ↑  根據中華民國交通部2018年公告，南32線路線調整，終點里程縮短，名稱無變動。參考中華民國內政部國土測繪圖資服務雲，解編路段廢止為一般道路。
19. ↑  交通部於2010年全台鄉道統計資料終點作「麻豆寮」，實際位於西港區新復里境內。
20. ↑  根據中華民國交通部2018年公告，南37線路線調整，起點里程縮短，名稱無變動。參考中華民國內政部國土測繪圖資服務雲，解編路段廢止為一般道路。
21. ↑  根據中華民國交通部2018年公告，南37-1線路線新增，名稱為樹林－北槺榔。參考中華民國內政部國土測繪圖資服務雲，新編路段部分改編自舊南33-1線。
22. ↑  根據中華民國交通部2018年公告，南38線路線調整，起點里程縮短，名稱無變動。參考中華民國內政部國土測繪圖資服務雲，解編路段部分改編為新南31線。
23. ↑  根據中華民國交通部2024年公告，南40線自原終點沿堤防旁道路，延伸至麻善大橋北端橋下，名稱更為永樂－清水。
24. ↑  根據中華民國交通部2018年公告，南41線路線調整，起點里程縮短，名稱無變動。參考中華民國內政部國土測繪圖資服務雲，解編路段廢止為一般道路。
25. ↑  交通部於2010年全台鄉道統計資料起點作「北槺榔」（位於七股區西側槺榔里），實際起點應為七股區竹港里竹仔港。
26. ↑  根據中華民國交通部2018年公告，南43線路線調整，起點里程縮短，名稱無變動。參考中華民國內政部國土測繪圖資服務雲，解編路段廢止為一般道路。
27. ↑  根據中華民國交通部2018年公告，南43-1線路線調整，終點里程縮短，名稱無變動。參考中華民國內政部國土測繪圖資服務雲，解編路段廢止為一般道路。
28. ↑  根據中華民國交通部2018年公告，南44線路線廢止且路線新增，名稱為檳榔林－檨子林。參考中華民國內政部國土測繪圖資服務雲，新編路段部分改編自舊南45線，解編路段部分改編為新南45線、南45-1線。
29. ↑  根據中華民國交通部2018年公告，南44-1線路線廢止且路線新增，名稱為鎮山－後營。參考中華民國內政部國土測繪圖資服務雲，新編路段部分改編自舊南45-1線，解編路段部分改編為新南45線。
30. ↑  根據中華民國交通部2018年公告，南45線路線廢止且路線新增，名稱為太西－西港。參考中華民國內政部國土測繪圖資服務雲，新編路段部分改編自舊南44線、南44-1線，解編路段部分改編為新南44線。
31. ↑  根據中華民國交通部2018年公告，南45-1線路線廢止且路線新增，名稱為港東－八份。參考中華民國內政部國土測繪圖資服務雲，新編路段部分改編自舊南44線，解編路段部分改編為新南44-1線。
32. ↑  根據中華民國交通部2018年公告，南49線路線調整，起點路段改線，起點名稱改為客寮。參考中華民國內政部國土測繪圖資服務雲，新編路段部分改編自舊南49-3線，解編路段部分改編為新南49-1線。
33. ↑  根據中華民國交通部2018年公告，南49-1線路線廢止且路線新增，名稱為海埔－埤子尾。參考中華民國內政部國土測繪圖資服務雲，新編路段部分改編自舊南49線，解編路段廢止為一般道路。
34. ↑  根據中華民國交通部2018年公告，南50線路線調整，中途路段改線，名稱無變動。參考中華民國內政部國土測繪圖資服務雲，新編路段部分改編自舊南49-3線，解編路段廢止為一般道路。
35. ↑  根據中華民國交通部2018年公告，南52-1線路線調整，起點、終點里程縮短，名稱無變動。參考中華民國內政部國土測繪圖資服務雲，解編路段廢止為一般道路。
36. ↑  根據中華民國交通部2018年公告，南55線路線調整，終點里程縮短，名稱無變動。參考中華民國內政部國土測繪圖資服務雲，解編路段廢止為一般道路。
37. ↑  根據中華民國交通部2018年公告，南56線路線調整，起點路段改線，名稱無變動。參考中華民國內政部國土測繪圖資服務雲，新編路段原為一般道路，解編路段廢止為一般道路。
38. ↑  根據中華民國交通部2018年公告，南56-1線路線調整，起點、終點里程縮短，終點名稱改為萬姓公。參考中華民國內政部國土測繪圖資服務雲，解編路段部分改編為新南56-2線。
39. ↑  根據中華民國交通部2018年公告，南56-2線路線新增，名稱為萬姓公－新庄子。參考中華民國內政部國土測繪圖資服務雲，新編路段部分改編自舊南56-1線。
40. ↑  根據中華民國交通部2018年公告，南57線路線調整，終點里程縮短，名稱無變動。參考中華民國內政部國土測繪圖資服務雲，解編路段廢止為一般道路。
41. ↑  根據中華民國交通部2018年公告，南67線路線調整，終點里程縮短，名稱無變動。參考中華民國內政部國土測繪圖資服務雲，解編路段廢止為一般道路。
42. ↑  根據中華民國交通部2018年公告，南68線路線調整，起點里程增長，起點名稱改為新營。參考中華民國內政部國土測繪圖資服務雲，新編路段部分改編自舊南67-1線。
43. ↑  根據中華民國交通部2018年公告，南69-1線路線新增，名稱為火燒店－柳營。參考中華民國內政部國土測繪圖資服務雲，新編路段部分改編自舊南110-1線。
44. ↑  根據中華民國交通部2018年公告，南72線路線調整，終點里程縮短，名稱無變動。參考中華民國內政部國土測繪圖資服務雲，解編路段廢止為一般道路。
45. ↑  交通部於2010年全台鄉道統計資料中終點作「莿桐寮」，實際終點應位於新營區姑爺里「姑爺」南側。
46. ↑  原為跨縣道路「嘉南31線」─「五間厝－鹽水」，嘉義縣路段現已全解編，臺南市（原臺南縣）路段由鹽水區汫水里北側八掌溪汫水港大橋以南（汫水港堤防）－鹽水區水秀里西側南74線路口段，新編為「南77線」。
47. ↑  根據中華民國交通部2018年公告，南79線路線調整，終點路段改線，名稱無變動。參考中華民國內政部國土測繪圖資服務雲，新編路段原為一般道路，解編路段廢止為一般道路。
48. ↑  根據中華民國交通部2018年公告，南81線路線調整，起點路段改線，起點名稱改為後壁，終點名稱修正為南湖口。參考中華民國內政部國土測繪圖資服務雲，新編路段部分改編自舊南81-1線，解編路段廢止為一般道路。
49. ↑  根據中華民國交通部2018年公告，南85線路線調整，中途路段改線，起點名稱修正為後廍。參考中華民國內政部國土測繪圖資服務雲，新編路段原為一般道路，解編路段廢止為一般道路。
50. ↑  根據中華民國交通部2018年公告，南85-1線路線調整，中途路段改線，終點名稱修正為東寮。參考中華民國內政部國土測繪圖資服務雲，新編路段原為一般道路，解編路段廢止為一般道路。
51. ↑  根據中華民國交通部2018年公告，南86線路線調整，起點里程縮短，起點名稱改為詔安厝。參考中華民國內政部國土測繪圖資服務雲，解編路段廢止為一般道路。
52. ↑  根據中華民國交通部2018年公告，南86-1線路線調整，終點里程縮短，終點名稱改為關帝廳。參考中華民國內政部國土測繪圖資服務雲，解編路段部分改編為新南86-2線。
53. 1 2  原為跨縣市道路「市嘉南13線/嘉南147線」─「湖子內－草店」，嘉義市路段現已全解編，嘉義縣路段改編為嘉175線，臺南市（原臺南縣）路段由白河區草店里北側嘉南橋（縣市界）－白河草店里大厝市道165號路口段，新編為「南86-1線」，後又分拆為「南86-1線」、「南86-2線」。
54. ↑  根據中華民國交通部2018年公告，南86-2線路線新增，名稱為關帝廳－草店。參考中華民國內政部國土測繪圖資服務雲，新編路段部分改編自舊南86-1線。
55. ↑  根據中華民國交通部2018年公告，南88線路線調整，終點里程增長，終點名稱改為海豐厝。參考中華民國內政部國土測繪圖資服務雲，新編路段部分改編自舊南89-1線。
56. 1 2 3  原為跨縣道路「嘉南137線/嘉南155線」─「番仔寮－海豐厝」，嘉義縣路段現改編為嘉137線，臺南市（原臺南縣）路段由白河區蓮潭里北側潭上橋（縣市界）－白河區玉豐里海豐厝段，新編為「南89-1線」，後又分拆改編。
57. ↑  根據中華民國交通部2018年公告，南89線路線調整，起點路段改線，終點里程縮短，起點名稱改為三角潭。參考中華民國內政部國土測繪圖資服務雲，新編路段部分改編自舊南89-1線，解編路段廢止為一般道路。
58. ↑  根據中華民國交通部2018年公告，南89-1線路線調整，起點、終點里程縮短，終點名稱改為枋子林。參考中華民國內政部國土測繪圖資服務雲，解編路段部分改編為新南88線、新南89線。
59. ↑  根據中華民國交通部2018年公告，南90線路線調整，起點路段改線，名稱無變動。參考中華民國內政部國土測繪圖資服務雲，新編路段原為一般道路，解編路段廢止為一般道路。
60. ↑  原為跨縣道路「南嘉90線」─「後壁－桃子寮」，嘉義縣路段現改編為嘉182線，臺南市（原臺南縣）路段由後壁區後壁縱貫公路起點路口－白河區崎內里東側縣市界處，改編為「南90線」。
61. ↑  交通部於2010年全台鄉道統計資料中起點作「嘉田」，實際起點應位於後壁區嘉民里（今已與嘉田里合併為上茄苳里）北側縱貫公路路口。
62. ↑  根據中華民國交通部2018年公告，南92線路線調整，起點、終點里程增長，名稱無變動。參考中華民國內政部國土測繪圖資服務雲，新編路段原為一般道路。
63. ↑  根據中華民國交通部2018年公告，南94-1線路線調整，終點里程縮短，名稱無變動。參考中華民國內政部國土測繪圖資服務雲，解編路段廢止為一般道路。
64. ↑  根據中華民國交通部2018年公告，南95線路線調整，起點里程縮短，起點名稱改為橋南。參考中華民國內政部國土測繪圖資服務雲，解編路段部分改編為新南108線。
65. ↑  根據中華民國交通部2018年公告，南96線路線新增，名稱為河東－岩前。參考中華民國內政部國土測繪圖資服務雲，新編路段部分改編自舊南96-1線。
66. ↑  根據中華民國交通部2018年公告，南99線路線調整，中途路段改線，名稱無變動。參考中華民國內政部國土測繪圖資服務雲，新編路段原為一般道路，解編路段部分改編為新南105線。
67. ↑  根據中華民國交通部2018年公告，南100線路線調整，起點路段改線，起點名稱改為許秀才。參考中華民國內政部國土測繪圖資服務雲，新編路段部分改編自舊南100-1線，解編路段部分改編為新南314線。
68. ↑  根據中華民國交通部2018年公告，南105線路線調整，起點里程增長，名稱無變動。參考中華民國內政部國土測繪圖資服務雲，新編路段部分改編自舊南99線。
69. ↑  交通部於2010年全台鄉道統計資料中終點作「內坑」，實際終點應位於東山區南勢里「岩坑」，也可符合里程長度。
70. ↑  根據中華民國交通部2018年公告，南106線路線調整，起點路段改線，起點名稱改為新吉庄。參考中華民國內政部國土測繪圖資服務雲，新編路段部分改編自舊南107線，解編路段部分改編為新南106-2線。
71. ↑  根據中華民國交通部2018年公告，南106-1線路線廢止且路線新增，名稱為山豬陷－西湖港。參考中華民國內政部國土測繪圖資服務雲，新編路段原為一般道路，解編路段廢止為一般道路。
72. ↑  根據中華民國交通部2018年公告，南106-2線路線新增，名稱為山仔腳－新吉莊。參考中華民國內政部國土測繪圖資服務雲，新編路段部分改編自舊南106線。
73. ↑  根據中華民國交通部2018年公告，南107線路線調整，終點里程縮短，名稱無變動。參考中華民國內政部國土測繪圖資服務雲，解編路段部分改編為新南106線。
74. ↑  交通部於2018年公告中終點作「新吉莊」（位於柳營區旭山里新吉莊），實際終點應位於東山區南溪里「二重溪」南側。
75. ↑  根據中華民國交通部2018年公告，南108線路線調整，起點里程增長，起點名稱改為橋南。參考中華民國內政部國土測繪圖資服務雲，新編路段部分改編自舊南95線。
76. ↑  交通部於2010年全台鄉道統計資料中終點作「吉貝耍」（位於東山區東河里東河），實際終點應位於柳營區大農、篤農及旭山里交會處的縣道165號處路口。
77. ↑  根據中華民國交通部2018年公告，南117線路線調整，起點里程縮短，起點名稱改為嘉南。參考中華民國內政部國土測繪圖資服務雲，解編路段部分改編為新南318線。
78. ↑  根據中華民國交通部2022年公告，南121線路線新增，名稱為溪美－胡厝寮。參考中華民國內政部國土測繪圖資服務雲，新編路段原為善化區溪浦中路。2023年6月19日公告終點延伸至市道178號，名稱更為溪美－胡厝，其中1k+940至3k+248未開闢。
79. ↑  根據中華民國交通部2024年公告，南121-1線路線新增，名稱為謝厝寮－胡厝寮，其中0k+000至1k+420未開闢。參考中華民國內政部國土測繪圖資服務雲，新編路段原為善化區烏橋中路尚未納入公路系統部分，以及尚未開闢之跨曾文溪橋梁。
80. ↑  根據中華民國交通部2018年公告，南122線路線調整，中途路段改線，名稱無變動。參考中華民國內政部國土測繪圖資服務雲，新編路段原為一般道路，解編路段廢止為一般道路。
81. ↑  根據中華民國交通部2018年公告，南123線路線調整，終點里程縮短，名稱無變動。參考中華民國內政部國土測繪圖資服務雲，解編路段廢止為一般道路。
82. ↑  根據中華民國交通部2018年公告，南127-1線路線調整，終點里程縮短，終點名稱改為牛庄。參考中華民國內政部國土測繪圖資服務雲，解編路段廢止為一般道路。
83. ↑  根據中華民國交通部2018年公告，南129線路線調整，終點路段改線，名稱無變動。參考中華民國內政部國土測繪圖資服務雲，新編路段原為一般道路，解編路段廢止為一般道路。
84. ↑  交通部於2010年全台鄉道統計資料終點作「通山橋」（位於山上區明和里），實際位於善化區小新、嘉南里交界處的「山上橋」以東，即國道三號善化交流道旁。
85. ↑  根據中華民國交通部2018年公告，南130線路線調整，起點里程縮短，名稱無變動。參考中華民國內政部國土測繪圖資服務雲，解編路段廢止為一般道路。
86. ↑  根據中華民國交通部2018年公告，南133線路線調整，起點里程縮短，起點名稱改為樹谷。參考中華民國內政部國土測繪圖資服務雲，解編路段廢止為一般道路。
87. ↑  原為跨縣市道路「南市133線」─「善化－外塭仔」，臺南市安南區舊市區路段已於2010年3月由交通部公告解編為市區道路，臺南市（原臺南縣）安定路段由善化三民路、中山路路口－安定、安南交界處安昌路（外塭仔），改編為「南133線」。
88. ↑  根據中華民國交通部2018年公告，南134線路線調整，終點里程縮短，名稱無變動。參考中華民國內政部國土測繪圖資服務雲，解編路段部分改編為新台19甲線。
89. ↑  根據中華民國交通部2018年公告，南135線路線調整，起點、終點里程縮短，起點名稱改為看西。參考中華民國內政部國土測繪圖資服務雲，解編路段廢止為一般道路。
90. ↑  根據中華民國交通部2018年公告，南137線路線調整，起點里程縮短，名稱無變動。參考中華民國內政部國土測繪圖資服務雲，解編路段廢止為一般道路。
91. ↑  根據中華民國交通部2018年公告，南137-1線路線新增，名稱為益民寮－小新。參考中華民國內政部國土測繪圖資服務雲，新編路段原為一般道路。
92. ↑  根據中華民國交通部2018年公告，南137線路線調整，起點里程縮短，名稱無變動。參考中華民國內政部國土測繪圖資服務雲，解編路段廢止為一般道路。
93. ↑  根據中華民國交通部2018年公告，南139線路線調整，終點里程增長，名稱無變動。參考中華民國內政部國土測繪圖資服務雲，新編路段部分改編自舊台19甲線。
94. ↑  根據中華民國交通部2018年公告，南144線路線調整，起點里程縮短，名稱無變動。參考中華民國內政部國土測繪圖資服務雲，解編路段廢止為一般道路。
95. ↑  原為跨縣市道路「市南6線」─「本淵寮－蔦松」，臺南市安南區舊市區路段已於2010年3月由交通部公告解編為市區道路，臺南市（原臺南縣）永康區路段由三民、鹽洲里仁愛街、永安路路口（三崁店）－蔦松、埔園里三崁店處蔦松一街、中正北路路口，改編為「南146線」。
96. ↑  根據中華民國交通部2018年公告，南147線路線廢止且路線新增，名稱為永寧橋－二行。參考中華民國內政部國土測繪圖資服務雲，新編路段部分改編自舊南155-1線，解編路段部分改編為新市道177號。
97. ↑  原為跨縣市道路「市南12線」─「灣里－二行」，臺南市東區舊市區路段已於2010年3月由交通部公告解編為市區道路，臺南市（原臺南縣）路段由仁德區大甲里及南區區界處的中正西路（永寧橋）－仁德區二行、保安里二仁路一段、中正路一段及中正西路路口，改編為「南155-1線」，後改編「南147線」。
98. ↑  根據中華民國交通部2018年公告，南148線路線廢止且路線新增，名稱為太子廟－下湖。參考中華民國內政部國土測繪圖資服務雲，新編路段部分改編自舊南148-1線，解編路段部分改編為新南148-1線。
99. ↑  原為跨縣市道路「市南10線」─「前甲－媽祖廟」，臺南市東區舊市區路段已於2010年3月由交通部公告解編為市區道路，臺南市（原臺南縣）路段由仁德區太子里及東區區界處的太子路、裕農路路口（國道一號陸橋下西側）－歸仁區媽廟里和順路一段、中正北路二段路口，改編為「南148-1線」，後連同新闢的保順路改編「南148線」。
100. ↑  根據中華民國交通部2018年公告，南148-1線路線廢止且路線新增，名稱為六甲店－西埔。參考中華民國內政部國土測繪圖資服務雲，新編路段部分改編自舊南148線，解編路段部分改編為新南148線。
101. ↑  根據中華民國交通部2018年公告，南149線路線調整，終點里程縮短，終點名稱改為六甲。參考中華民國內政部國土測繪圖資服務雲，解編路段部分改編為新南351線。
102. ↑  根據中華民國交通部2023年公告，南152線路線新增，名稱為小新－明和，其中起點至0k+982未開闢。參考中華民國內政部國土測繪圖資服務雲，新編路段原為一般道路。
103. ↑  根據中華民國交通部2018年公告，南155線路線調整，終點里程縮短，名稱無變動。參考中華民國內政部國土測繪圖資服務雲，解編路段廢止為一般道路。
104. ↑  原為跨縣道路「南高155線/南高161線」─「上崙－太爺」，高雄市（原高雄縣）路段現改編為高4-1線，臺南市（原臺南縣）路段由仁德區上崙里上崙仔東側保安路三段、崑崙街路口（上崙）至仁德區二層里南側二仁溪堤坊（市界），改編為「南155線」，後解編通往二層行橋（舊橋）的路段，終點改至台1線。
105. ↑  根據中華民國交通部2018年公告，南159線路線調整，起點里程增長，名稱無變動。參考中華民國內政部國土測繪圖資服務雲，新編路段部分改編自舊台19甲線。
106. ↑  原為跨縣（市）道路「南高159線」─「龜洞－山田」，高雄市（原高雄縣）田寮區西德里路段已改編為高138線，臺南市（原臺南縣）關廟區路段改編為「南159線」，並併編台19甲線舊線向北延伸。
107. ↑  根據中華民國交通部2018年公告，南162線路線調整，終點里程縮短，終點名稱改為柑子園。參考中華民國內政部國土測繪圖資服務雲，解編路段部分改編為新南171線。
108. ↑  根據中華民國交通部2018年公告，南164線路線調整，起點里程縮短，起點名稱改為刺子崙，終點名稱修正為石𥕢。參考中華民國內政部國土測繪圖資服務雲，解編路段部分改編為新南171線。
109. ↑  原為跨縣（市）道路「南高165線」─「米市園－大坪」，高雄市（原高雄縣）田寮區古亭里路段已改編為高146線，臺南市（原臺南縣）路段由龍崎區石𥕢、大坪里米市園橋旁路口－大坪里南側縣（市）界處，改編為「南165線」。
110. ↑  根據中華民國交通部2018年公告，南167線路線調整，起點里程增長，起點名稱改為草山。參考中華民國內政部國土測繪圖資服務雲，新編路段部分改編自舊南167-1線。
111. ↑  實際應為跨縣市之區道，沿龍船山山脊北行路段為臺南市、高雄市市界，終點草山端約有兩百多公尺跨入高雄市境內，於內門區三平、木柵里三灣路口連接高122線，由此路口往西行則可連接南171-1線到達左鎮區草山里。
112. ↑  根據中華民國交通部2018年公告，南168線路線調整，起點、終點里程縮短，終點名稱改為內岡林。參考中華民國內政部國土測繪圖資服務雲，解編路段部分改編為新南171線。
113. ↑  根據中華民國交通部2018年公告，南168-2線路線廢止且路線新增，名稱為左鎮－大谷山。參考中華民國內政部國土測繪圖資服務雲，新編路段部分改編自舊南171-1線，解編路段廢止為一般道路。
114. ↑  根據中華民國交通部2018年公告，南168-3線路線調整，終點里程增長，起點名稱改為風空，終點名稱改為大坑。參考中華民國內政部國土測繪圖資服務雲，新編路段原為一般道路。
115. ↑  根據中華民國交通部2018年公告，南168-4線路線新增，名稱為東西崙－觀音山。參考中華民國內政部國土測繪圖資服務雲，新編路段部分改編自舊南162-2線。
116. ↑  根據中華民國交通部2018年公告，南170線路線調整，終點里程縮短，名稱無變動。參考中華民國內政部國土測繪圖資服務雲，解編路段部分改編為新台19甲線。
117. ↑  根據中華民國交通部2018年公告，南171線路線廢止且路線新增，名稱為睦光－檳榔宅。參考中華民國內政部國土測繪圖資服務雲，新編路段部分改編自舊南162線、舊南164線、舊南164-1線、舊南168線，解編路段部分改編為新南171-1線。
118. ↑  根據中華民國交通部2018年公告，南171-1線路線廢止且路線新增，名稱為內岡里－草山。參考中華民國內政部國土測繪圖資服務雲，新編路段部分改編自舊南171線，解編路段部分改編為新南168-2線。
119. ↑  實際應為跨縣市之區道，越過龍船山山脊處的臺南市、高雄市市界後，終點草山端約有四百多公尺跨入高雄市境內，於內門區三平、木柵里三灣路口連接高122線，由此路口往南行則可連接南167線到達龍崎區龍船里。
120. ↑  根據中華民國交通部2018年公告，南172線路線調整，起點里程縮短，名稱無變動。參考中華民國內政部國土測繪圖資服務雲，解編路段廢止為一般道路。
121. ↑  根據中華民國交通部2018年公告，南181線路線調整，起點里程增長，起點名稱改為拔子林。參考中華民國內政部國土測繪圖資服務雲，新編路段部分改編自舊市道171號、舊南181-1線。
122. ↑  根據中華民國交通部2018年公告，南182線路線廢止且路線新增，名稱為後窟－內宵里。參考中華民國內政部國土測繪圖資服務雲，新編路段部分改編自舊南182-1線，解編路段部分改編為新市道178號。
123. ↑  根據中華民國交通部2018年公告，南184線路線調整，終點里程縮短，終點名稱改為二重溪。參考中華民國內政部國土測繪圖資服務雲，解編路段廢止為一般道路。
124. ↑  根據中華民國交通部2018年公告，南186線路線調整，中途路段改線，名稱無變動。參考中華民國內政部國土測繪圖資服務雲，新編路段原為一般道路，解編路段廢止為一般道路。
125. ↑  根據中華民國交通部2018年公告，南191線路線新增，名稱為七苓－中坑。參考中華民國內政部國土測繪圖資服務雲，新編路段部分改編自舊南174-2線。
126. ↑  根據中華民國交通部2018年公告，南194線路線調整，終點里程縮短，終點名稱改為鏡面。參考中華民國內政部國土測繪圖資服務雲，解編路段廢止為一般道路。
127. ↑  根據中華民國交通部2018年公告，南195線路線調整，終點里程縮短，名稱無變動。參考中華民國內政部國土測繪圖資服務雲，解編路段廢止為一般道路。
128. ↑  根據中華民國交通部2018年公告，南196線路線新增，名稱為湘埔－崎下。參考中華民國內政部國土測繪圖資服務雲，新編路段部分改編自舊南174-1線。
129. ↑  根據中華民國交通部2018年公告，南311線路線新增，名稱為新營－柳營。參考中華民國內政部國土測繪圖資服務雲，新編路段原為一般道路。
130. ↑  根據中華民國交通部2018年公告，南312線路線新增，名稱為馬沙溝－將軍。參考中華民國內政部國土測繪圖資服務雲，新編路段部分改編自舊南18線。
131. ↑  根據中華民國交通部2018年公告，南314線路線新增，名稱為新營－東山。參考中華民國內政部國土測繪圖資服務雲，新編路段部分改編自舊南100線。
132. ↑  根據中華民國交通部2018年公告，南316線路線新增，名稱為八老爺－新吉莊。參考中華民國內政部國土測繪圖資服務雲，新編路段部分改編自舊南110線。
133. ↑  根據中華民國交通部2018年公告，南318線路線新增，名稱為葫蘆埤－嘉南。參考中華民國內政部國土測繪圖資服務雲，新編路段部分改編自舊南117線、舊南118線。
134. ↑  根據中華民國交通部2018年公告，南351線路線新增，名稱為八甲－大潭。參考中華民國內政部國土測繪圖資服務雲，新編路段部分改編自舊南149線、舊南153線。
135. ↑  根據中華民國交通部2018年公告，南352線路線新增，名稱為十三甲－龜洞。參考中華民國內政部國土測繪圖資服務雲，新編路段部分改編自舊南160線。

### 雜項
1. 1 2 3 4 5 6 7 8 9 10 11 12 13 14 15 16 17 18 19 20 21 22 23 24 25 26 27 28 29 30 31 32 33 34 35 36 37 38 39 40 41 42 43 44 45 46 47 48 49 50 51 52 53 54 55 56 57 58 59 60 61 62 63 64 65 66 67 68 69 70 71 72 73 74 75 76 77 78 79 80 81 82 83 84 85 86 87 88 89 90 91 92 93 94 95 96 97 98 99 100 101 102 103 104 105 106  . 中華民國交通部公告發布令. 交路字第1070413619號. 中華民國交通部. 2018-11-21  [2019-09-07]. （原始内容存档于2018-11-23）.
2. 1 2  . 中華民國交通部公告發布令. 交路字第1115006614號. 中華民國交通部. 2022-05-13  [2022-05-14].
3. 1 2   (PDF). 公路總局圖說公路平台. 交路字第1125002747號. 中華民國交通部. 2023-03-07  [2023-09-07]. （原始内容存档 (PDF)于2023-09-07）.
4. 1 2  . 中華民國交通部公告發布令. 交路字第1125030090號. 中華民國交通部. 2023-09-20  [2023-10-09]. （原始内容存档于2023-11-14）.
5. 1 2 3   (PDF). 中華民國交通部公告發布令. 交路字第1131104581號. 中華民國交通部. 2024-08-05  [2024-08-07]. （原始内容存档 (PDF)于2024-08-07）.
6. ↑  麻豆區北勢里西邊寮亦稱為「西平寮」或「西爿寮」。
7. ↑  官田區渡拔里拔子林亦稱為「拔仔林」。
8. ↑  官田區「上帝廟」舊庄原位於岸內里，約在現今「萬善公廟」北側一點的地方，後來居民西遷至西南側的水秀里土庫，仍信奉「上帝廟」。
9. ↑  白河區「茄走林」亦稱「加走林」，舊庄原位於今嘉南大圳北幹線穿越八掌溪水道橋南側附近，後來居民四散庄頭因此消失。
10. ↑  東山區「舊社」是原位於「北馬」與「吉貝耍」間的一個村落，後來居民四散而消失。
11. ↑  官田區二鎮里廳太後來於1996年由居民改名為「程泰」。
12. ↑  . 中華民國交通部公告發布令. 交路字第1125008312號. 中華民國交通部. 2023-06-27  [2023-06-19]. （原始内容存档于2023-06-26）.
13. ↑  新市區大營里九間後來改名為「豐榮」。
14. 1 2  . 中華民國交通部公告發布令. 交路字第1070412504號. 中華民國交通部. 2018-10-25  [2019-09-07]. （原始内容存档于2018-10-26）.
15. 1 2  新化區𦰡拔里𦰡拔有時也作「那拔里那拔」。「𦰡拔」為台語番石榴之意。